# Live at Montreux 2006
Live at Montreux 2006 - They All Came Down to Montreux è un album live dei Deep Purple, pubblicato nel 2007 e registrato durante il tour di "Rapture of the Deep" a Montreux, Svizzera. È stato anche pubblicato un filmato dello stesso concerto avente lo stesso nome.

## Tracce
1. Pictures of Home - 3:56 - (Blackmore, Gillian, Glover, Lord, Paice)
2. Things I Never Said - 5:43 - (Airey, Gillan, Glover, Morse, Paice)
3. Strange Kind of Woman - 5:05 - (Blackmore, Gillian, Glover, Lord, Paice)
4. Rapture of the Deep - 5:16 - (Airey, Gillan, Glover, Morse, Paice)
5. Wrong Man - 4:25 - (Airey, Gillan, Glover, Morse, Paice)
6. Kiss Tomorrow Goodbye - 4:12 - (Airey, Gillan, Glover, Morse, Paice)
7. When a Blind Man Cries - 3:32 - (Blackmore, Gillian, Glover, Lord, Paice)
8. Lazy - 7:33 - (Blackmore, Gillian, Glover, Lord, Paice)
9. Keyboard Solo - 4:57
10. Space Truckin' - 4:54 - (Blackmore, Gillian, Glover, Lord, Paice)
11. Highway Star - 8:42 - (Blackmore, Gillian, Glover, Lord, Paice)
12. Smoke on the Water - 9:11 - (Blackmore, Gillian, Glover, Lord, Paice)

## Formazione
- Steve Morse - chitarra elettrica
- Ian Gillan - voce
- Roger Glover - basso elettrico
- Don Airey - tastiere
- Ian Paice - batteria